# Melanoplinae
Le Melanopline (Melanoplinae Scudder, 1897) sono una sottofamiglia di insetti ortotteri della famiglia Acrididae.

## Tassonomia
La sottofamiglia è suddivisa in 7 tribù:
- tribù Conalcaeini Cohn & Cantrall 1974
  - Barytettix Scudder, 1897
  - Conalcaea Scudder, 1897
  - Huastecacris Fontana & Buzzetti, 2008
  - Oedomerus Bruner, 1907
- tribù Dactylotini Scudder, S.H. 1897
  - Aztecacris Roberts, 1947
  - Campylacantha Scudder, 1897
  - Dactylotum Charpentier, 1843
  - Dasyscirtus Bruner, 1908
  - Gymnoscirtetes Scudder, 1897
  - Hesperotettix Scudder, 1875
  - Meridacris Roberts, 1937
  - Paraidemona Brunner von Wattenwyl, 1893
  - Paratylotropidia Brunner von Wattenwyl, 1893
  - Perixerus Gerstaecker, 1873
  - Poecilotettix Scudder, 1897
- tribù Dichroplini Rehn, J.A.G. & Randell 1963
  - Atrachelacris Giglio-Tos, 1894
  - Chlorus Giglio-Tos, 1898
  - Dichromatos Cigliano, 2007
  - Eurotettix Bruner, 1906
  - Leiotettix Bruner, 1906
  - Ronderosia Cigliano, 1997
  - Scotussa Giglio-Tos, 1894
  - Baeacris Rowell & Carbonell, 1977
  - Bogotacris Ronderos, 1979
  - Boliviacris Ronderos & Cigliano, 1990
  - Chibchacris Hebard, 1923
  - Coyacris Ronderos, 1991
  - Dichroplus Stål, 1873
  - Digamacris Carbonell, 1989
  - Hazelacris Ronderos, 1981
  - Keyopsis Ronderos & Cigliano, 1993
  - Mariacris Ronderos & Turk, 1989
  - Orotettix Ronderos & Carbonell, 1994
  - Pediella Roberts, 1937
  - Ponderacris Ronderos & Cigliano, 1991
  - Timotes Roberts, 1937
  - Yungasus Mayer, 2006
- tribù Jivarini Hebard 1924
  - Argemiacris Ronderos, 1978
  - Comansacris Ronderos & Cigliano, 1990
  - Dicaearchus Stål, 1878
  - Hydnosternacris Amédégnato & Descamps, 1978
  - Intiacris Ronderos & Cigliano, 1990
  - Jivarus Giglio-Tos, 1898
  - Maeacris Ronderos, 1983
  - Nahuelia Liebermann, 1942
  - Oreophilacris Roberts, 1937
  - Urubamba Bruner, 1913
- tribù Melanoplini Scudder, S.H. 1897
  - Aeoloplides Caudell, 1915
  - Agroecotettix Bruner, 1908
  - Aopodisma Tominaga & Uchida, 2001
  - Aptenopedes Scudder, 1878
  - Cephalotettix Scudder, 1897
  - Chloroplus Hebard, 1918
  - Eotettix Scudder, 1897
  - Hypochlora Brunner von Wattenwyl, 1893
  - Melanoplus Stål, 1873
  - Necaxacris Roberts, 1939
  - Netrosoma Scudder, 1897
  - Oedaleonotus Scudder, 1897
  - Paroxya Scudder, 1877
  - Phaedrotettix Scudder, 1897
  - Phaulotettix Scudder, 1897
  - Philocleon Scudder, 1897
  - Phoetaliotes Scudder, 1897
  - Sinaloa Scudder, 1897
- tribù Podismini Mishchenko 1945
  - Anepipodisma Huang, 1984
  - Cophoprumna Dovnar-Zapolskij, 1932
  - Dicranophyma Uvarov, 1921
  - Fruhstorferiola Willemse, 1921
  - Paratonkinacris You & Li, 1983
  - Pedopodisma Zheng, 1980
  - Peripodisma Willemse, 1972
  - Podismodes Ramme, 1939
  - Rectimargipodisma Zheng, Li & Wang, 2004
  - Rhinopodisma Mishchenko, 1954
  - Tonkinacris Carl, 1916
  - Xiangelilacris Zheng, Huang & Zhou, 2008
  - Appalachia Rehn & Rehn, 1936
  - Booneacris Rehn & Randell, 1962
  - Dendrotettix Packard, 1890
  - Micropodisma Dovnar-Zapolskij, 1932
  - Niitakacris Tinkham, 1936
  - Odontopodisma Dovnar-Zapolskij, 1932
  - Ognevia Ikonnikov, 1911
  - Podisma Berthold, 1827
  - Pseudopodisma Mishchenko, 1947
  - Yunnanacris Chang, 1940
  - Zubovskya Dovnar-Zapolskij, 1932
  - Anapodisma Dovnar-Zapolskij, 1932
  - Capraiuscola Galvagni, 1986
  - Chortopodisma Ramme, 1951
  - Cophopodisma Dovnar-Zapolskij, 1932
  - Curvipennis Huang, 1984
  - Epipodisma Ramme, 1951
  - Galvagniella Harz, 1973
  - Indopodisma Dovnar-Zapolskij, 1932
  - Italopodisma Harz, 1973
  - Miramella Dovnar-Zapolskij, 1932
  - Nadigella Galvagni, 1986
  - Oropodisma Uvarov, 1942
  - Parapodisma Mishchenko, 1947
  - Pseudoprumna Dovnar-Zapolskij, 1932
  - Qinshuiacris Zheng & Mao, 1996
  - Rammepodisma Weidner, 1969
  - Sinopodisma Chang, 1940
  - Argiacris Hebard, 1918
  - Asemoplus Scudder, 1897
  - Bradynotes Scudder, 1880
  - Buckellacris Rehn & Rehn, 1945
  - Hebardacris Rehn, 1952
  - Hypsalonia Gurney & Eades, 1961
  - Kingdonella Uvarov, 1933
  - Qinlingacris Yin & Chou, 1979
- tribù Prumnini Mayer 2004
  - Pachypodisma Dovnar-Zapolskij, 1932
  - Prumna Motschulsky, 1859
  - Prumnacris Rehn & Rehn, 1944

La collocazione di alcuni generi è ancora incerta:
- Agnostokasia Gurney & Rentz, 1964
- Aidemona Brunner von Wattenwyl, 1893
- Akamasacris Cigliano & Otte, 2003
- Apacris Hebard, 1931
- Duartettix Perez-Gelabert & Otte, 2000
- Karokia Rehn, 1964
- Mexacris Otte, 2007
- Mexitettix Otte, 2007
- Neopedies Hebard, 1931
- Nisquallia Rehn, 1952
- Parascopas Bruner, 1906
- Pedies Saussure, 1861
- Propedies Hebard, 1931
- Pseudoscopas Hebard, 1931
- Psilotettix Bruner, 1907
- Radacris Ronderos & Sanchez, 1983
- Rhabdotettix Scudder, 1897
- Tijucella Amédégnato & Descamps, 1979

### Specie presenti in Italia
In Italia sono presenti le seguenti specie e sottospecie:
- Genere Melanoplus Stål, 1873

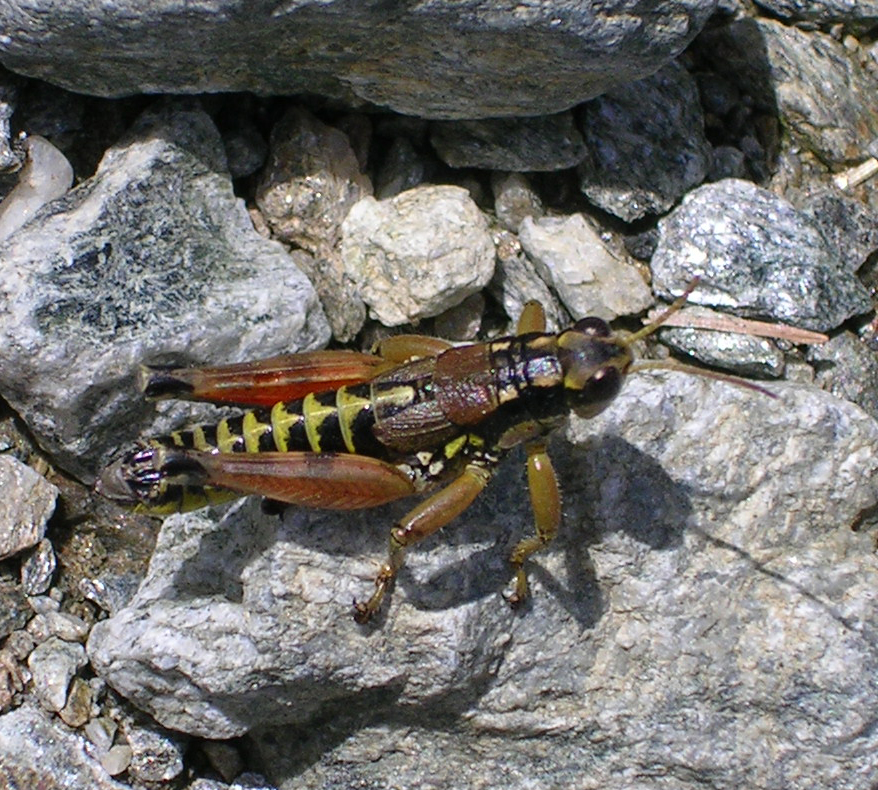
Podisma pedestris

  - Melanoplus frigidus (Boheman, 1846)
- Genere Podisma Berthold, 1827
  - Podisma dechambrei Leproux, 1951
  - Podisma eitschbergeri Harz, 1973
  - Podisma emiliae Ramme, 1926
  - Podisma goidanichi Baccetti, 1958
  - Podisma magdalenae Galvagni, 1971
  - Podisma pedestris (Linnaeus, 1758)
    - Podisma pedestris caprai Salfi, 1935
    - Podisma pedestris melisi Baccetti, 1954
    - Podisma pedestris nadigi Harz, 1975
    - Podisma pedestris pedestris (Linnaeus, 1758)

  - Podisma ruffoi Baccetti, 1971
  - Podisma silvestrii Salfi, 1935
- Genere Italopodisma Harz, 1973
  - Italopodisma acuminata (La Greca, 1969)
    - Italopodisma acuminata acuminata (La Greca, 1969)
    - Italopodisma acuminata marsicana (La Greca, 1969)

  - Italopodisma baccettii (La Greca, 1969)
  - Italopodisma costai (Targioni-Tozzetti, 1881)
  - Italopodisma ebneri (La Greca, 1954)
  - Italopodisma fiscellana (La Greca, 1954)
  - Italopodisma lagrecai (Galvagni, 1973)
  - Italopodisma lucianae (Baccetti, 1959)
  - Italopodisma samnitica (La Greca, 1954)
  - Italopodisma trapezoidalis (La Greca, 1966)
    - Italopodisma trapezoidalis aprutiana (La Greca, 1969)
    - Italopodisma trapezoidalis curvula (La Greca, 1969)
    - Italopodisma trapezoidalis trapezoidalis (La Greca, 1966)
- Genere Epipodisma Ramme, 1951
  - Epipodisma pedemontana (Brunner, 1882)
  - Epipodisma walthery Harz, 1973
- Genere Kisella Harz, 1973
  - Kisella alpina (Kollar, 1833)
    - Kisella alpina alpina (Kollar, 1833)

  - Kisella carinthiaca (Puschnig, 1910)
    - Kisella carinthiaca carinthiaca (Puschnig, 1910)
    - Kisella carinthiaca irena (Fruhstorfer, 1921)

  - Kisella subalpina (Fischer, 1850)
- Genere Nadigella Galvagni, 1986
  - Nadigella formosanta (Fruhstorfer, 1921)
    - Nadigella formosanta bessae Nadig, 1989
    - Nadigella formosanta formosanta (Fruhstorfer, 1921)
- Genere Pseudoprumna Dovnar-Zapolski, 1932
  - Pseudoprumna baldensis (Krauss, 1883)
- Genere Micropodisma Dovnar-Zapolski, 1932
  - Micropodisma salamandra (Fischer, 1854)
- Genere Chorthopodisma Ramme, 1951
  - Chorthopodisma cobellii (Krauss, 1883)
- Genere Pseudopodisma Mishtshenko, 1947
  - Pseudopodisma fieberi (Scudder, 1898)
- Genere Odontopodisma Dovnar-Zapolski, 1932
  - Odontopodisma decipiens Ramme, 1951
    - Odontopodisma decipiens insubrica Nadig, 1980

  - Odontopodisma fallax Ramme, 1951
  - Odontopodisma rammei Harz, 1973
  - Odontopodisma schmidti (Fieber, 1853)